# Pola X
Pola X es una película de 1999, dirigida por Leos Carax y protagonizada por Guillaume Depardieu, Yekaterina Golubeva y Catherine Deneuve. 
La película entró al Festival de Cine de Cannes de 1999.

## Sinopsis
Un joven escritor queda intrigado con una mujer misteriosa que dice ser su hermana perdida, e inicia una relación muy poco habitual con ella.

## Elenco
- Guillaume Depardieu como Pierre.
- Yekaterina Golubeva como Isabelle.
- Catherine Deneuve como Marie.
- Delphine Chuillot como Lucie.
- Laurent Lucas como Thibault.
- Patachou como Margherite.
- Petruta Catana como Razerka.
- Mihaella Silaghi como la niña.
- Sharunas Bartas como el jefe.
- Samuel Dupuy como Fred.
- Mathias Mlekuz como presentador de TV.
- Dine Souli como taxista.
- Miguel Yeco como Augusto.
- Khireddine Medjoubi.
- Mark Zak como amigo rumano.
- Anne Kanis como esposa del jefe.